# حسین‌آباد پل ابریشم
حسین‌آباد پل ابریشم روستایی در دهستان کلاته‌های شرقی بخش مرکزی شهرستان میامی استان سمنان ایران است. این روستا تا اوایل دهه نود خورشیدی یکی از روستاهای دهستان فرومد در بخش مرکزی شهرستان میامی  بوده است.

## جمعیت
بر پایه سرشماری عمومی نفوس و مسکن در سال ۱۳۹۵ جمعیت این روستا ۱۵۴ نفر (۵۰خانوار) بوده‌است.